# Gransjön (Sundsjö socken, Jämtland)
Gransjön är en sjö i Bräcke kommun i Jämtland och ingår i Indalsälvens huvudavrinningsområde. Sjön har en area på 0,57 kvadratkilometer och ligger 357,9 meter över havet. Sjön avvattnas av vattendraget Kvarnån.

## Delavrinningsområde
Gransjön ingår i det delavrinningsområde (699262-148594) som SMHI kallar för Utloppet av Gransjön. Medelhöjden är 408 meter över havet och ytan är 12,55 kvadratkilometer. Det finns ett avrinningsområde uppströms, och räknas det in blir den ackumulerade arean 29,75 kvadratkilometer. Kvarnån som avvattnar avrinningsområdet har biflödesordning 2, vilket innebär att vattnet flödar genom totalt 2 vattendrag innan det når havet efter 172 kilometer. Avrinningsområdet består mestadels av skog (76 procent) och sankmarker (11 procent). Avrinningsområdet har 0,56 kvadratkilometer vattenytor vilket ger det en sjöprocent på 4,4 procent.